# 사정 (생리학)
사정(射精, ejaculation)은 오르가슴의 결과로 남성의 생식 기관에서 정액이 배출되는 것이다. 이것은 남성의 성적 자극의 최종 단계이자 자연스러운 목적이며, 임신의 필수 요소이다. 드문 경우지만 전립샘 질환으로 인해 사정이 발생할 수도 있다. 또한 사정은 몽중에 자발적으로 일어날 수도 있는데, 이를  몽정이라고 한다. 사정 불능증(Anejaculation)이란 사정을 할 수 없는 상태를 말한다. 일반적으로 사정은 남성에게 행복감을 준다. 하지만 사정 장애(Dysejaculation)는 사정 시 고통스럽거나 불편한 감정을 느낀다. 역행성 사정(Retrograde ejaculation)은 정액이 요도 밖으로 나오지 않고 방광으로 역류하는 상태이다.

## 단계

### 자극
사정의 일반적인 전조는 남성의 성적 각성으로, 음경의 발기 로 이어지지만, 모든 각성이나 발기가 사정으로 이어지는 것은 아니다. 자위, 성교, 항문 성교, 구강 성교 또는 비삽입성교 등 음경의 성적 자극이 남성의 오르가슴과 사정을 달성하는 데 필요한 자극을 제공한다. 질내 사정 잠복 시간과 관련하여 남성은 일반적으로 자신과 파트너의 욕망을 고려하여 음경-질 성교 시작 후 5~7분 후에 오르가슴에 도달하지만 10분도 일반적인 질내 사정 잠복 시간이기도 하다. 전희 또는 쓰다듬기(자위 중)를 통한 장기간의 자극은 적절한 양의 각성 및 쿠퍼액의 생성으로 이어진다. 쿠퍼액에 정자가 있는 경우는 드물다고 생각되지만, 아직 요도에 존재하는 이전 사정의 정자는 쿠퍼액에 의해 흡수될 수 있다.  또한, HIV와 같은 감염원이 종종 쿠퍼액에 존재할 수 있다.
조루(Premature ejaculation)는 원하는 시간 이전에 사정하는 것을 말한다. 남성이 장기간의 성적 자극 후에도 사정을 하고 싶어도 제때 사정하지 못하는 경우를 지루(Delayed ejaculation) 또는 성불감증(Anorgasmia)이라고 한다. 사정을 동반하지 않는 오르가슴은 드라이 오르가슴으로 알려져 있다.
남자가 충분한 자극과 오르가슴을 달성하면 사정이 시작된다. 그 시점에서 교감신경계의 통제 하에 정자를 포함하는 정액이 방출된다. 정액은 음경의 리드미컬한 근수축과 함께 요도를 통해 배출된다. 이러한 리드미컬한 근수축은 남성 오르가슴의 일부 과정이다. 이것들은 음부신경을 통해 척수신경 S2-4 수준에서 척수 반사의 제어 하에 망울해면체근과 항문올림근의해 생성된다. 전형적인 남성 오르가슴은 몇 초 동안 지속된다.
오르가슴이 시작된 후 정액의 맥박이 요도에서 흐르기 시작하여 최대 분비물에 도달한 다음 흐름이 감소한다. 전형적인 오르가슴은 10~15회의 수축으로 이루어지지만, 남성은 그 많은 수축을 의식적으로 인식하지 못한다. 첫 번째 수축이 발생하면 사정은 비자발적 과정으로 계속 완료된다. 이 단계에서는 사정을 멈출 수 없다. 수축 속도는 오르가슴 동안 점차 느려진다. 초기 수축은 평균 0.6초 간격으로 발생하며 수축 당 0.1초씩 증가한다. 대부분의 남성의 수축은 오르가슴 기간 동안 규칙적인 리듬 간격으로 진행된다. 또한 많은 남성들은 오르가슴이 끝날 때 추가적인 불규칙한 수축을 경험한다.
사정은 일반적으로 오르가슴의 첫 번째 또는 두 번째 수축 중에 시작된다. 대부분의 남성의 경우 첫 번째 정액 배출은 두 번째 수축 중에 발생하며 두 번째는 일반적으로 전체 정액 배출의 40% 이상을 가장 많이 배출한다. 이 정점 이후, 음경이 방출하는 정액의 양은 수축이 강도가 감소하기 시작함에 따라 감소한다. 오르가슴의 근육 수축은 사정 후에도 추가 정액 배출 없이 계속될 수 있다. 7명의 남성을 대상으로 한 소규모 샘플 연구에서는 정액이 평균 7번 분출된 후 정액이 배출되지 않은 상태에서 평균 10번 더 수축하는 것으로 나타났다. 또한 이 연구는 정액 분출 횟수와 총 사정량 사이에 높은 상관 관계가 있음을 발견했다.
알프레드 킨제이는 수백 명의 남성들을 대상으로 사정 거리를 측정했다. 검사를 받은 남성의 4분의 3이 매우 작은 힘으로 사정을 해서 정액이 음경 끝을 넘어 1분 이상 이동하지 않을 수 있다고 말했다. 이러한 피험자들과 대조적으로 킨제이는 다른 남성의 경우 정액이 몇 인치에서 1~2피트, 또는 5~6피트에서 (드물게) 8피트까지 분출될 수 있다고 언급했다. Masters와 Johnson은 사정 거리가 30~60 cm보다 크지 않다고 보고했다. 사정에 수반되는 일련의 수축 동안 정액은 500cm/sec의 속도로 배출된다.

### 불응기간
대부분의 남성은 오르가슴 직후에 불응기간(Refractory period)을 경험하는데, 이 기간 동안에는 발기가 불가능하고, 또 다른 사정을 할 수 있게 되기까지 시간이 걸린다. 이 시간 동안 남성은 일반적으로 사타구니와 허벅지에서 이완감을 느끼기도 한다. 불응기간의 기간은 주어진 개인에 대해서도 상당히 다양하다. 나이는 회복 시간에 영향을 미치며 일반적으로 젊은 남성이 나이든 남성보다 빨리 회복한다.
일부 남성은 15분 이상의 불응 기간을 가질 수 있지만 일부 남성은 사정 직후 성적 흥분을 경험할 수 있다. 짧은 회복 기간으로 파트너는 사정에 의해 방해받지 않고 성행위를 계속할 수 있다. 일부 남성은 사정 후 성기가 자극에 과민해지는 것을 경험할 수 있으며, 이는 성적으로 흥분하더라도 성적 자극을 불쾌하게 만들 수 있다.
사정 및 불응기의 전형적인 순서가 있든 없든 여러 오르가슴을 달성할 수 있는 남성이 있다. 그 남성들 중 일부는 불응기간을 눈치채지 못하거나 두 번째 또는 세 번째 오르가슴을 겪을 때 오르가슴에 대한 불응시간이 지나갈 때까지 완전한 발기로 성행위를 지속함으로써 발기를 유지할 수 있다고 보고되었다.

### 용량
사정하는 동안 배출되는 정액의 힘과 양은 남성에 따라 크게 다르며 평균적으로 0.1~10 ml가 분출된다 (티스푼은 5ml이고 일반 숟가락은 15ml). 성인 정액의 양은 이전 사정 이후 경과된 시간의 영향을 받는다. 금욕 기간이 길수록 정액 양이 더 많아진다. 사정까지 이어지는 자극의 지속 시간은 용량에 영향을 줄 수 있다. 정액량이 비정상적으로 낮은 경우를 정액저하증(hypospermia), 비정상적으로 많은 경우를 정액과다증(hyperspermia)이라고 한다. 적은 양 또는 정액의 완전한 부족의 가능한 근본 원인 중 하나는 사정관 폐쇄이다. 정액의 양은 나이가 들면서 감소하지않는다.

### 품질
사정 시 정자의 수, 마지막 사정 이후의 시간, 연령, 스트레스 수준, 테스토스테론을 비롯한 여러 요인에 따라 크게 달라진다. 사정 직전에 성적 자극을 더 길게 하면 정자 농도가 높아질 수 있다. 낮은 정자량을 가진 경우 정자부족증(oligospermia)이라고 하며 정자가 없는 경우를 무정자증이라고 한다.

## 발달

### 사춘기

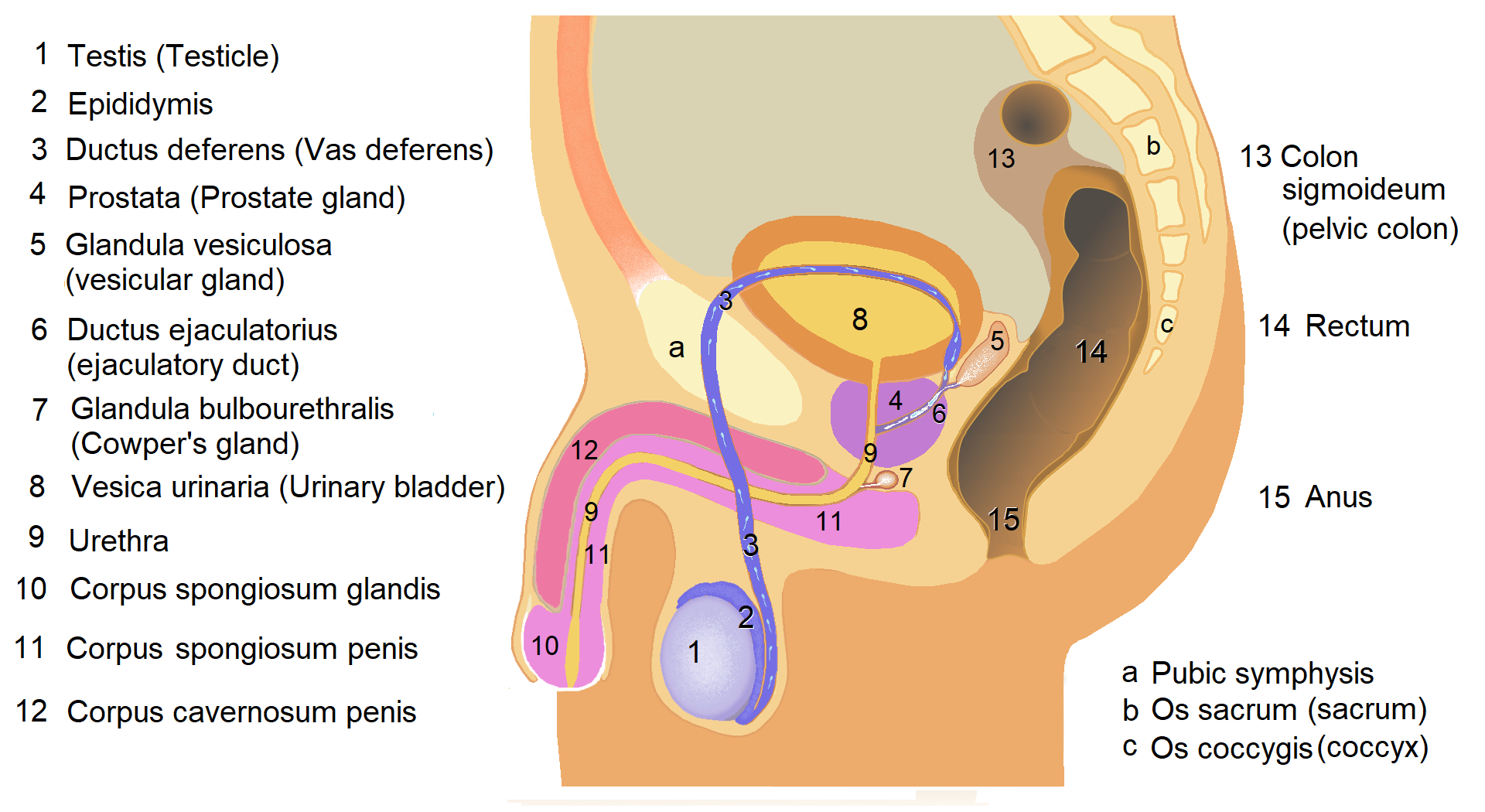
남성 골반 및 생식 기관의 그림

남성의 첫 사정은 대개 사춘기가 시작된 후 약 12개월 후에 발생하며 일반적으로 자위행위나 몽정을 통해 시작한다. 이 첫 번째 정액의 양은 적다. 다음 3개월 동안의 전형적인 사정은 1ml 미만의 정액을 생성한다. 초기 사춘기 동안 생성된 정액도 일반적으로 투명하다. 사정 후에도 이 초기 정액은 젤리처럼 남아 있으며 성숙한 남성의 정액과 달리 액화되지 않는다. 정액 발달의 요약은 밑의 표에 기재되어 있다.
대부분의 첫 사정(90%)에는 정자가 없다. 정자가 포함된 몇 안 되는 초기 사정 중 대다수(97%)의 정자는 움직임이 없다. 나머지 정자(3%)는 비정상적인 움직임을 보인다.
남성은 사춘기를 거치면서 정상 정자의 양이 증가하면서 정액이 성숙한 특성을 갖게 된다. 첫 사정 후 12~14개월에 생성된 정액은 짧은 시간 후에 액화된다. 첫 사정 후 24개월 이내에 정액의 양과 정자의 양과 특성이 성인 남성의 정액과 일치한다.
| 첫 사정 이후 지난 시간 (개월) | 평균 용량 (ml) | 액화 여부   | 평균 정자 농도 (백만 정자/ml) |
| ----------------------------- | -------------- | ----------- | ----------------------------- |
| 0                             | 0.5            | 아니오a     | 0                             |
| 6                             | 1.0            | 아니오a     | 20                            |
| 12                            | 2.5            | 아니오/예 b | 50                            |
| 18                            | 3.0            | 예 c        | 70                            |
| 24                            | 3.5            | 예 c        | 300                           |

^a 액화가 되지 않아 젤처럼 나온 정액
^b 일부는 액화되었지만 나머지 일부는 액화가 되지 않아 젤처럼 나온 정액
^c 한 시간 이내로 액화가 된 정액

### 중추 신경계에서 제어
척수에는 리드미컬한 사정 반응에 관여하는 척수 사이신경세포 그룹으로 구성된 중심 패턴 생성기가 있다. 이것은 사정을 위한 부분으로 알려져 있다..
사정 반응 동안 뇌의 신경 세포 활성화를 매핑하기 위해 연구자들은 호르몬과 신경 전달 물질에 의한 자극에 대한 반응으로 뉴런에서 발현되는 암유전자인 c-Fos의 발현을 연구했다. 다음 영역에서 c-Fos의 발현이 관찰되었다.
- 내측 시신경 영역 (MPOA)
- 외측 중격, 말단 선조의 기저핵
- 시상하부 뇌실방핵 (PVN)
- 시상하부의 복내측 핵, 내측 편도체
- 복부 전유방핵
- 복부 피개 영역
- 중앙 피개 영역
- 중뇌 중앙 회색
- 핵 주위 핵
- 시상 후부 내의 parvocellular subparafascicular 핵 (SPF)

### 핸즈프리 사정
흔하지는 않지만 일부 남성은 자위행위 중에 손으로 자극하지 않고도 사정을 할 수 있다. 그런 남자들은 보통 격렬한 환상과 함께 복부와 엉덩이 근육을 긴장시키고 구부림으로써 실행할 수 있다. 다른 사람들은 음경 주변을 이완시켜 특히 과도하게 각성되었을 때 더 단단한 발기를 유발할 수 있다.

### 회음부 압박 및 역행 사정
회음 압박은 정액이 내부에 남아 있도록 하기 위해 회음부 또는 요도를 눌러 의도적으로 억제되는 사정을 초래한다. 이러한 경우, 정액은 체내에 남아 방광으로 이동한다. 이를 의학적 상태로 역행성 사정이라고 한다.

## 건강 문제
대부분의 남성의 경우 사정 자체나 잦은 사정으로 인해 건강에 해로운 영향이 확인되지 않는다.  일반적으로 성행위는 긍정적인 효과를 초래한다. 소수의 남성에게는 사정 직후 전신에 심한 근육통과 기타 증상을 유발하는 오르가슴 후 질병 증후군(POIS)이라는 질병이 있다. 증상은 최대 일주일 동안 지속된다. 일부 의사들은 POIS의 빈도가 학술 문헌에 보고된 것보다 더 클 수 있다고 추측했지만 아직 많은 POIS 환자가 진단되지 않았다.
잦은 사정이 전립선암 위험에 영향을 미치는지 여부는 명확하지 않다. 이 문제를 조사한 두 개의 대규모 연구는 "사정 빈도 및 전립선암의 후속 위험" 및 "성적 요인 및 전립선암"이었다. 이것은 사춘기 이후의 잦은 사정이 전립선암의 위험을 어느 정도 감소시킨다는 것을 시사한다. 46세에서 81세 사이의 미국 남성 29,342명을 대상으로 한 미국 연구에서는 높은 사정 빈도가 전체 전립선암 위험 감소와 관련이 있다고 제안했다. 전립선암에 걸린 남성 1,079명과 건강한 남성 1,259명을 대상으로 한 호주 연구에 따르면 20세에서 50세 사이의 남성이 더 자주 사정할수록 전립선암이 발병할 가능성이 적다는 증거가 있다.

## 다른 동물들
포유류와 조류에서는 여러 번 사정하는 것이 일반적이다. 교미 시 짧은코가시두더지의 음경의 양면을 순차적으로 사용한다. 양측을 번갈아 가며 불응기간을 거치지 않고 지속적으로 사정을 유도한다.
씨말에서 사정은 꼬리 깃발로 알려진 꼬리의 움직임을 동반한다. 수컷 늑대가 사정할 때, 그의 마지막 골반 추력은 약간 연장될 수 있다. 수컷 히말라야원숭이는 일반적으로 성교 후 15초 이내에 사정한다. 2012년 일본 미쿠라 섬 근처의 야생 남방큰돌고래에서 수생 포유류의 몽정에 대한 첫 번째 보고와 영상이 기록되었다.
말, 양, 소의 사정은 몇 초 안에 이루어지지만 멧돼지의 경우 30분에서 50분 동안 지속될 수 있다. 멧돼지의 사정은 나선 모양의 음경이 여성의 자궁 경부에 맞물리면 자극된다. 성숙한 멧돼지는 250~300 ml의 정액을 생산한다. 라마와 알파카에서는 교미 중에 사정이 계속 발생한다.
수컷 개의 정액은 세 단계로 나누어 사정한다.

## 같이 보기
- 고환
- 무정자증
- 매정
- 성교중절법
- 수정
- 얼굴사정
- 정자
- 정자 기증
- 정액루
- 질내사정
- 혈정액증